# Chien d'arrêt (court métrage)
Pour les articles homonymes, voir Chien d'arrêt.
Pour plus de détails, voir Fiche technique et Distribution.
Chien d'arrêt (The Pointer) est un court-métrage d'animation américain des studios Disney, sorti le 21 juillet 1939 avec Mickey Mouse et Pluto.

## Synopsis
Mickey part à la chasse avec son chien Pluto, pour se procurer des cailles sauvages pour le dîner. Cependant, ils se séparent involontairement et un ours se met à suivre Mickey. Celui-ci ne prend conscience du danger que lorsqu'il tombe nez à nez avec Pluto.

## Fiche technique
- Titre original : The Pointer
- Titre français : Chien d'arrêt
- Série : Mickey Mouse
- Réalisation : Clyde Geronimi
- Animation : Shamus Culhane, Lynn Karp, Fred Moore, Frank Thomas, Ollie Johnston, John Lounsbery
- Production : Walt Disney, John Sutherland
- Société de production : Walt Disney Productions
- Société de distribution : RKO Radio Pictures
- Format : Couleur (Technicolor) - 1,37:1 - Son mono (RCA Photophone)
- Durée : 9 min
- Langue : (en)
- Pays :  États-Unis
- Dates de sortie :
  - États-Unis : 21 juillet 1939[1]

## Voix originales
- Walt Disney : Mickey Mouse
- Lee Millar : Pluto

## Voix françaises
- Jean-Paul Audrain : Mickey Mouse

## Commentaires
Le film marque la première apparition de Mickey sous son apparence actuelle, œuvre de Fred Moore : il est dessiné avec des pupilles noires sur fond blanc, comme dans les bandes dessinées, afin d'élargir sa gamme d'expressions et prend de l'embonpoint afin d'avoir plus de relief.

## Titre en différentes langues
- Allemagne : Pluto der Jagdhund et Plutos Jagdinstinkt
- Finlande : Pointteri
- Suède : Musse Pigg på jakt et Pluto på jaktstigen

Source : IMDb